# Rowokangkung (plaats)
Rowokangkung is een bestuurslaag in het regentschap Lumajang van de provincie Oost-Java, Indonesië. Rowokangkung telt 7246 inwoners (volkstelling 2010).